# 町村敬貴
町村 敬貴（まちむら ひろたか、1882年12月20日 - 1969年8月12日）は、日本の政治家、実業家。貴族院勅選議員､参議院議員。位階は正四位、勲等は勲二等。

## 経歴
1882年（明治15年）12月20日、北海道札幌郡豊平町真駒内（現札幌市南区真駒内）に町村金弥・そと夫妻の長男として生まれる。父は前年の1881年（明治14年）に札幌農学校（二期生）を卒業後真駒内牧牛場の主任として経営に当たっていた。
1903年（明治36年）札幌農学校（現在の北海道大学）農芸伝習科に入学。1906年（明治39年）札幌農学校を卒業後単身渡米、ウィスコンシン州ウエストアリスのラスト牧場にて牧夫として酪農を実習。1910年（明治43年）4月ウィスコンシン州立農科大学入学。1912年（明治45年）一旦帰国、渡辺志津と結婚、再度渡米。1913年（大正2年）3月ウィスコンシン州立農科大学を卒業。1916年（大正5年）帰国。
1917年（大正6年）北海道石狩町樽川にて町村農場を創業。1928年（昭和3年）北海道江別町対雁に移転。その後､乳牛の改良に血統の及ぼす影響の大なることを痛感し､米国のそれをつぶさに調査し､私財をもって数次にわたり米国より基礎種牛を購入し､その改良繁殖につとめた。日本のホルスタイン種改良、土地改良等酪農界の指導的役割を果たす。
1946年（昭和20年）8月21日貴族院議員に勅選される。同成会に所属し1947年5月2日の貴族院廃止まで在任。1947年（昭和22年）参議院議員に北海道選挙区から無所属で立候補し当選。緑風会に所属し、1期務める。1950年（昭和25年）吉田内閣農政懇談会に学識経験者委員として参加。1952年（昭和27年）政府の嘱託として欧米各国の泥炭地改良事業及び土地利用状況視察のため出張。
1962年（昭和37年）日本酪農の確立、ホルスタイン種の導入普及など農業界への功績により藍綬褒章受章。1963年（昭和38年）第二回全国農業祭畜産部門天皇杯受賞。1964年（昭和39年）江別市名誉市民。同年春の叙勲で勲三等旭日中綬章受章。1967年（昭和42年）妻・志津死去。北海道文化賞受賞。
1969年（昭和44年）86歳で死去。死没日をもって勲二等瑞宝章追贈、正四位に叙される。

## 人物

### 札幌農学校時代
- 敬貴は少年時代から健康に恵まれ、背も高く、スポーツ万能であった。札幌農学校で敬貴が作ったハンマー投げの記録は、北大で25年間破られなかったという。その頃のハンマーは、現在の針金の付いた鉄球と違い、本当のハンマーのように、鉄球に60センチくらいの木の柄がついたもので、それを大きく振って投げた。敬貴が競技会で投げた時、大きく振り回した鉄球が地面に触れて、土煙を上げたので、もう一度やり直したら、というものもいたが、審判部長の松村松年がこれだけ投げたのだから、よいだろうといって、一回投げただけで止めたという。それまでの農学校の記録は18メートルであったが、敬貴は19メートルと一挙に1メートルも記録を伸ばした[8]。

### ウィスコンシン州の牧夫時代
- ウィスコンシン州のラスト牧場で牧夫として実習
- 敬貴が渡米したのは明治39年4月。横浜港から家族に見送られて旅立った。それから十年間、敬貴はその立志を達成すべく帰国しなかった。
- 渡米から1年間はシアトル周辺で農家の手伝い、製薬工場のタンク掃除、赤帽などの数々のアルバイトをした。
- 敬貴がアメリカに渡った翌年の明治40年（1907年）春、宇都宮仙太郎がアメリカに牛を買いに来て、父金弥からの依頼で、北海道と自然風物がよく似ているウィスコンシン州・ウエストアリスのラスト牧場で牧夫として働けるよう手配をした。

### ウィスコンシン州立農科大学時代
- ウィスコンシン州 州立農科大学に学ぶ
- アメリカへ渡って4年目、敬貴は札幌農学校出身ということもあり、英語さえわかればアメリカの大学へ入学できうるということになり、ウィスコンシン州の州立農科大学酪農科に入学した。大学のある州都マディソンは当時人口2万程度、酪農の中心地であっただけに、大学も試験研究所も一流中の一流の水準を持っていた[9]。
- 敬貴は後年ラスト牧場における回想を次のように語っている。
- 「私が初めて世話になった家庭（ラスト牧場のこと）でも、いろいろと私のために図ってくれまして、お前も折角来たんだから、やはり大学だけはやらなければうまくないだろう、夏はおれのところで働けばいいから、秋から春までは大学に行って勉強して来い、といいます。向こうに丁度大学がありましたから、三年間だけは夏働いて、秋冬春を大学で過ごしまして、もうその時には、どうやら言葉が自由になりましたが、みんなと一緒に学んで得た利益は多いと、私は思っております。それはみな、自分がその家に非常に尽くしたものですから、学費を出してくれたのです。学校を出ましてから後も、ラスト牧場に帰りまして、また相当長い期間働きましたが、常に北海道へ帰ろうということだけは、自分の念頭から離れなかった。」[10]。

## 家族・親族・系譜
- 妻 志津（福井県 渡辺仙太郎長女、酢醸造業山本怡仙の玄孫）
- 長男 善啓
- 次男 泰男（実業家）
- 三男 鉄雄（実業家）
- 四男 俊郎（医師）
- 長女 婦美子（官僚岩倉規夫に嫁する）
- 次女 光子（東京 官僚、政治家原文兵衛に嫁する）
- 孫 町村敬志（社会学者・一橋大学大学院社会学研究科教授）、町村泰貴（法学者・北海道大学大学院法学研究科教授）、町村貴郎（医師）、町村英郎（医師）、美穂（東京 官僚、政治家中川雅治に嫁する）など